# Adam Bilski
Adam Bilski (ur. 23 maja 1931 w Praszce, zm. 13 czerwca 2024) – działacz społeczny związany z Ochotniczą Strażą Pożarną; honorowy obywatel miasta Praszka.

## Życiorys i służba
W roku 1949 mając 18 lat, Adam Bilski wstąpił do Ochotniczej Straży Pożarnej w Praszce. W roku 1959 został z-cą komendanta ds. technicznych w OSP Praszka. W latach 1953–1977 pełnił funkcję z-cy naczelnika OSP Praszka. W roku 1974 powołany został na Komendanta Miejsko-Gminnego OSP Praszka. Funkcję tę sprawował do 2006 roku. W roku 1996 został mianowany dożywotnio Honorowym Naczelnikiem OSP Praszka. Był działaczem Zarządu Miejsko-Gminnego ZOSP RP w Praszce i Zarządu Powiatowego ZOSP RP w Oleśnie oraz członkiem Zarządu Wojewódzkiego ZOSP RP, wcześniej w Częstochowie potem w Opolu.
13 czerwca 2024 Ochotnicza Straż Pożarna w Praszce poinformowała o śmierci Bilskiego.

## Honorowe Obywatelstwo Praszki
W dniu 7 maja 2010 r. Rada Miejska w Praszce Uchwałą nr 318/XXXIX/2010 nadała Honorowe Obywatelstwo Miasta Praszki w uznaniu zasług dla miasta Praszki w zakresie ochrony przeciwpożarowej, a w szczególności za poświęcenie i niesioną pomoc w bardzo wielu akcjach ratowniczo-gaśniczych, wypadkach drogowych i klęskach żywiołowych oraz za długoletnią służbę w Ochotniczej Straży Pożarnej w Praszce.

## Upamiętnienie
Postaci Adama Bilskiego poświęcona była wystawa czasowa zorganizowana w 2021 roku przez Muzeum w Praszce.

## Odznaczenia
- Złoty Krzyż Zasługi (2019)[5]
- Srebrny Krzyż Zasługi (1982)[5]
- Brązowy Krzyż Zasługi (1977)[5]
- Medal 30-lecia Polski Ludowej
- Złoty Medal „Za Zasługi dla Pożarnictwa” (1977)[5]
- Srebrny Medal Za Zasługi dla Pożarnictwa (1972)[5]
- Brązowy Medal Za Zasługi dla Pożarnictwa (1959)[5]
- Złoty Znak Związku Ochotniczych Straży Pożarnych Rzeczypospolitej Polskiej (1992)[5]
- Medal Honorowy im. Józefa Tuliszkowskiego (2002)[5]
- Medal honorowy im. Bolesława Chomicza (1999)[5]
- Odznaka „Strażak Wzorowy”
- Za szczególną ofiarność w akcjach ratowniczo-gaśniczych
- Za Zasługi dla woj. częstochowskiego